# Endurance In Christmas Time
Endurance In Christmas Time er det andet studiealbum fra det danske indie/folk-band Hymns from Nineveh. Albummet, der indeholder julesange, blev udgivet den 21. november 2011 og fik gode anmeldelser. Det toppede som nummer 33 på den danske Album Top 40.

## Spor
1. "Endurance In Christmas" - 4:22
2. "Anywhere With You" - 3:40
3. "Christmas Is Here" - 4:14
4. "The Boy In The Manger" - 2:30
5. "These Same Old Snow Covered Grounds" - 2:36
6. "Who Can Make A Woeful Heart To Sing" - 1:55
7. "Colour Bird" - 3:04
8. "Immanuel" - 2:33
9. "The Groaning Creation" - 3:52
10. "A Silent Asylum" - 1:50
11. "Uncomplicated Christmas Song" - 3:19
12. "Winterfire" - 4:54
13. "It's December Again" - 2:47